# Will Hesmer
William Hesmer (Wilson, 23 novembre 1981) è un ex calciatore statunitense, di ruolo portiere.

## Carriera
Il 16 ottobre 2010 segna il primo gol in carriera nella partita contro il Toronto a tempo di recupero (4 minuti) già terminato: si ritrova il pallone sui piedi sugli sviluppi di un calcio d'angolo e batte Jon Conway con un tiro di destro dopo essersi sistemato il pallone. Alla fine del 2012, quando scade il suo contratto, lascia dopo 6 anni Columbus e viene scelto al Re-Entry Draft dai Los Angeles Galaxy con i quali tuttavia non firma decidendo di ritirarsi il 19 febbraio 2013.

## Palmarès

### Club

#### Competizioni nazionali
- MLS Supporters' Shield: 2

Columbus Crew: 2008, 2009
- Campionato MLS: 1

Columbus Crew: 2008
- MLS Fair Play Award: 1

2007